# 泉光
泉 光（いずみ みつ、1989年2月7日 - ）は、日本の漫画家。主に集英社と講談社で活動している。

## 経歴・人物
2011年、ジャンプSQ.19にて読切「フィフス・ドーン -Fifth dawn-」でデビュー。翌年、『ジャンプスクエア』にてアニメ「あの日見た花の名前を僕達はまだ知らない。」の漫画化作品で連載デビュー。
主にファンタジー作品を中心に発表している。少女漫画に影響を受けた絵柄が特徴。
『ジャンプスクエア』の目次コメントにて野球に関するコメントがよくあり、同じハンカチ世代を応援している。

## 作品リスト

### 連載
- あの日見た花の名前を僕達はまだ知らない。（原作：超平和バスターズ、2012年、集英社『ジャンプスクエア』全3巻）
- 7thGARDEN（集英社『ジャンプスクエア』2014年9月号 - 連載中）[2]
- 圕の大魔術師（原作：風のカフナ[3]、著：ソフィ・シュイム、講談社『good!アフタヌーン』2017年12号 - 連載中、既刊9巻）

### 読切
- フィフス・ドーン -Fifth dawn-（集英社『ジャンプSQ.19』2011年冬号）
- 三日月山のモリモ（集英社『ジャンプSQ.19』2011年春号）
- 最終列車5分前（集英社『ジャンプスクエア』2011年10月号）
- 少女は屋根裏に住む勇者の夢を見るか？（集英社『ジャンプスクエア』2011年11月号）
- nimbus（集英社『ジャンプSQ.19』2013年Vol.06）
- 空雲の雨刻み（集英社『ジャンプSQ.19』2013年Vol.06）
- アリスのごみ屋敷（講談社『good!アフタヌーン』2014年40号）
- 図書館[4]の見習い司書（集英社『ジャンプスクエア』2014年5月号）

### イラスト
- テレビアニメ 本好きの下剋上 司書になるためには手段を選んでいられません 第23話 エンドカード